# Griekse lyriek
De Griekse lyriek is een poëtisch genre van de literatuur van de oude Grieken. 

## Ontstaan van de lyriek
De lyriek is een exponent van een veranderende tijd: door de afzwakking van de feodale macht van de Myceense vorsten, en de ontwikkeling van een democratiseringsproces in de steden ontstond een duidelijker besef van individualiteit (hetgeen de voedingsbodem voor alle lyriek is).
De epiek was de burcht- en paleisliteratuur voor het vermaak van de oude landadel, die meer dan eens in de ene of andere epische figuur een (bijna) goddelijke stamvader meende te mogen vereren. Waarschijnlijk viel het epos minder in de smaak van de 'gewone mens', toen die stilaan in verzet kwam tegen de almacht en de misbruiken van de topklasse. Nog minder in de smaak viel het van de nieuwe rijken, de rechtstreekse concurrenten van de oude aristocratische geslachten. De kritiek op de waarden en de (krijgers-) idealen van de oude landadel vindt zijn neerslag onder meer in allerlei parodieën op de epiek, als bijvoorbeeld de Batrachomyomachia.
De plaats, die dus open lag voor iets nieuws, werd ingenomen door de 'kunstlyriek'. Gedurende iets meer dan twee eeuwen (ca. 700 tot begin 5e eeuw v.Chr.) is die de literatuur geweest van het vrijgevochten individu, van de nieuw opgekomen standen in de klassieke Griekse polis in wording.
Nieuw was het genre helemaal niet. Als 'volksliteratuur' heeft de lyriek zeker al een lang bestaan dat verder reikt dan dat van het epos zelf: drink- en dansdeuntjes, treurzangen, wiegeliedjes, oorlogs- en arbeidsversjes, liefdes- en bruiloftsliederen, religieuze hymnen bestonden zeker al in de Minoïsche en de Myceense tijd. Uit deze volkslyriek is de kunstlyriek geboren.
Toch betreedt de kunstlyriek een vrij nieuw domein: de dichters worden zich bewust van hun medebetrokkenheid tot de algemene realiteit en dit proberen zij te verwoorden (dit is het begin van subjectiviteit). Dit onderwerp is duidelijk anders dan dat van de epiek (vergelijk ook de Driehoek van Petersen); zo wordt de dichter ertoe gebracht te zoeken naar meer soepelheid in de bouw van het vers, het ritme, het vocabularium.

## Indeling van de lyriek
Elke vorm van poëzie werd bij de oude Grieken voorgedragen met begeleiding van een muziekinstrument ("lyra" < "lyriek"; polyfonische muziek bestond niet). De archaïsche lyriek wordt, naar de vorm van uitvoering, ingedeeld in:
- Gezongen lyriek (dat is lyriek in de enge zin van het woord). Tekst en melodie vullen elkaar wederzijds aan: zij kunnen niet zonder elkaar; helaas is de bijhorende muziek niet bewaard gebleven.
  - de monodische lyriek (het lied)
  - de koorlyriek
- Gereciteerde lyriek. De muziek speelde slechts een bescheiden rol als achtergrondbegeleiding (waarschijnlijk beperkt tot discrete akkoorden)
  - de jambische poëzie
  - de elegie

Aangezien dit louter een vormelijke kwestie is, doet deze indeling weinig ter zake voor wie de Griekse dichtkunst bestudeert.